# Erythresthes shimomurai
Erythresthes shimomurai là một loài bọ cánh cứng trong họ Cerambycidae.